# Janusz Centka
Janusz Centka, né le 20 avril 1950 à Tonowo, est un pilote polonais de vol à voile, champion national,  d'Europe et du monde.

## Palmarès

### Championnats du monde
- Médaille d'or en 1991, à Uvalde (États-Unis), en classe Open
- Médaille d'or en 1993, à Borlänge (Suède), en classe Open
- Médaille d'or en 2006, à Vinon-sur-Verdon (France), en classe 15m

### Championnats d'Europe
- Champion d'Europe avec M. Szumski, en 2007, à Issoudun (France), en classe 20m (Schempp-Hirth Duo DiscusxT)

## Récompenses et distinctions
- Récipiendaire en 2004 de la Médaille Lilienthal